# 日本パデレフスキ協会

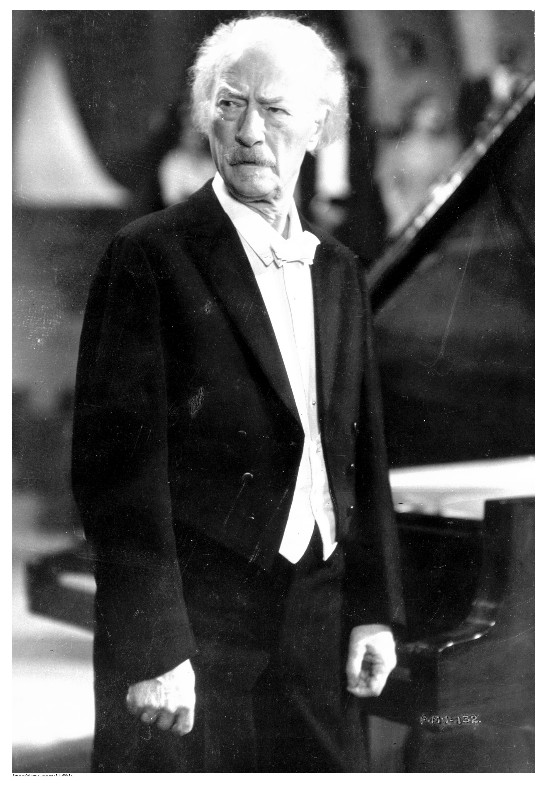
政界を引退して音楽活動に専念していた70代半ばのパデレフスキ（1937年）。
1939年に祖国ポーランドがナチスドイツに奪われ、パデレフスキは祖国解放のために立ち上がったが、祖国解放を見届けることは叶わず、1941年に亡命先のニューヨークにて80歳で客死した。

日本パデレフスキ協会（にほんパデレフスキきょうかい、英語: Japan Paderewski Association、ポーランド語: Stowarzyszenie Muzyczne im. Ignacego Jana Paderewskiego w Japonii）は、ポーランドのピアニスト・作曲家にして首相でもあったイグナツィ・ヤン・パデレフスキを紹介し、日本とポーランドの関係を深める場を提供するため2016年に設立された日本の組織。

## 沿革
2016年4月、ポーランドのビドゴシチ市にあるI・J・パデレフスキ名称ビドゴシチ音楽協会（通称:  パデレフスキ協会）のヘンリク・マルテンカ理事長の依頼を受け、ピアニストの中村紘子が中心となって発足した組織。20世紀ポーランドを代表するピアニスト・作曲家であると同時に政治家としても活動し、1918年に独立を回復したポーランド共和国の首相ともなったイグナツィ・ヤン・パデレフスキの人物像と作品を広く紹介するとともに、日本・ポーランド両国の友好関係をさらに深めるための交流サロンとしての役割を果たすことを目的としている。
2016年4月4日、ヤマハ銀座店にて同協会の細田博之会長（自民党衆議院議員）、中村紘子副会長、劉優華事務局長（ナクソス・ジャパン所属）が列席する記者会見が開かれて、設立に当たっての目的や活動内容などが発表された。同年5月には、兵庫県洲本市の洲本市文化体育館で同地で8度目となる中村のコンサートが行われたが、これが中村による最後のピアノ演奏となった。同年7月26日、中村が逝去。
2017年1月、日本パデレフスキ協会の洲本支部が発足。同年3月8日、駐日ポーランド大使館にて日本パデレフスキ協会の記者会見が開かれて、会見の冒頭でピョトル・ショスタック駐日ポーランド臨時代理大使が挨拶を行いパデレフスキの祖国解放への貢献や政治家としての功績を強調した。また、新たに会長に就任したピアニストの横山幸雄が挨拶をして中村没後の体制や活動について発表を行い、同協会総裁となった細田からは政治家・愛国者としてのパデレフスキを語るスピーチがあった。

## 役員
- 名誉会長: 中村紘子（ピアニスト）[3]
- 総裁: 細田博之（自民党衆議院議員）[3]
- 会長: 横山幸雄（ピアニスト、上野学園大学教授、エリザベト音楽大学客員教授）[3]
- 理事: 大内栄和（ジャパン・アーツ取締役副会長）、清原武彦（産経新聞社相談役）、児玉幸治（日本オーケストラ連盟理事長）、斉藤邦彦（ジェスク音楽文化振興会前理事長）、西崎博（ナクソス・ジャパン代表取締役社長）、西村康稔（自民党衆議院議員）、ヤツェク・イズィドルチク（駐日ポーランド大使）[3]
- プロデューサー: 二瓶純一（ジャパン・アーツ 取締役社長）
- 事務局長: 劉優華（ナクソス・ジャパン）
- 協力: 株式会社ジャパン・アーツ、ナクソス・ジャパン株式会社、ヤマハ株式会社